# Cantal de l'Ignasi
El Cantal de l'Ignasi és una muntanya de 1249 metres que es troba al municipi d'Àger, a la comarca catalana de la Noguera.